# Каталектика
Катале́ктика (от др.-греч. κατάληκτος, усеченный) — в метрическом и силлабо-тоническом стихосложении понятие окончания строки неполной урезанной стопой, в отличие от неурезанной при акаталектике. Соответственно, каталектический стих — любой стих, в котором последняя стопа полностью не сохраняется и урезана. Примеры каталектического стиха:
Вергилий, «Энеида» VIII, 596 (дактилический каталектический гекзаметр, —U|—UU|—UU|—UU|—UU|—X):

Quādrupedānte putrēm sonitū quatit ūngula cāmpūm…

А. С. Пушкин, «Бесы» (трохеический каталектический диметр, ÚU|ÚU|ÚU|Ú):

Му́тно не́бо, но́чь мутна́…

Наш слух различает клаузулы безотносительно к характеру стоп; поэтому современное русское стихосложение отказалось от классификации стихотворных строк на каталектические (с усеченной стопой на конце), акаталектические (полные) и гиперкаталектические (наращенные).